# Georgie Wolton
Georgie Wolton, de soltera Georgie Cheesman (Londres, 1934 - 25 de agosto de 2021) fue una arquitecta británica, cofundadora del estudio de arquitectura Team 4.

## Trayectoria
Georgie Cheesman se formó en la Architectural Association School of architecture y durante sus viajes a Estados Unidos se convirtió en admiradora de la casa Eames House y de la Glass House de Philip Johnson.
Fue cofundadora en 1963 del estudio de arquitectura Team 4 con su hermana Wendy Cheesman, Su Brumwell, Norman Foster y Richard Rogers. En ese momento Georgie era la única arquitecta titulada del grupo, lo que permitió la práctica al equipo. Dejó el estudio Team 4 después de unos meses, dejando que los demás aprobaran sus exámenes profesionales.
Wolton continuó practicando como arquitecta por su cuenta; sus obras más conocidas fueron Cliff Road Studios en Lower Holloway, Londres, y The River Cafe Garden en Hammersmith. Ambas datan de finales de la década de 1960. Diseñó también su propia casa de Belsize Lane en 1976. Wolton continuó experimentando la utilización de nuevos materiales en sus proyectos de arquitectura. Cabe destacar la casa en Surrey, ejecutada con un uso experimental de acero corten.
El crítico Jonathan Meades la describió como la "destacada arquitecta de la generación anterior a Zaha Hadid". Meades sugiere que Wolton estuvo "a la cabeza de la primera vanguardia de esa tendencia ... que reelabora incansablemente las formas de la Arquitectura moderna temprana hasta que apenas se distinguen de sus modelos".  Mientras revisaba el libro Guide to the Architecture of London, el crítico de arquitectura Owen Hatherley describió a Wolton como "una arquitecta con carácter propio" entre un grupo de arquitectos que "intentaban continuar alguna forma de clasicismo moderno" durante las décadas de 1970 y 1980.
Más tarde, Wolton se dedicó a la pintura y se convirtió en una famosa paisajista.

## Obras seleccionadas
- Estudios de Cliff Road, Lower Holloway, Londres (1968-1971)
- Fieldhouse, Crocknorth Farm, Surrey (1969, demolida en 1993).[7] Es la primera casa en el Reino Unido que utilizó Acero corten como estructura principal.[8]
- 34 Belsize Lane, Hampstead (1976). Una casa de una planta, propiedad de la arquitecta.[9]